# Bosco Camerine
Bosco Camerine è una frazione del comune italiano di Albanella (provincia di Salerno).

## Geografia fisica

### Territorio
Situata a circa 4 km a nord-est dal centro abitato di Albanella, prende il nome dall'omonimo bosco che ne occupa circa cento ettari al confine con il territorio dei comuni di Castelcivita e Roccadaspide.

### Clima
La stazione meteorologica più vicina è quella di Capaccio-Paestum.

## Aree naturali

### Oasi naturale "Bosco Camerine"

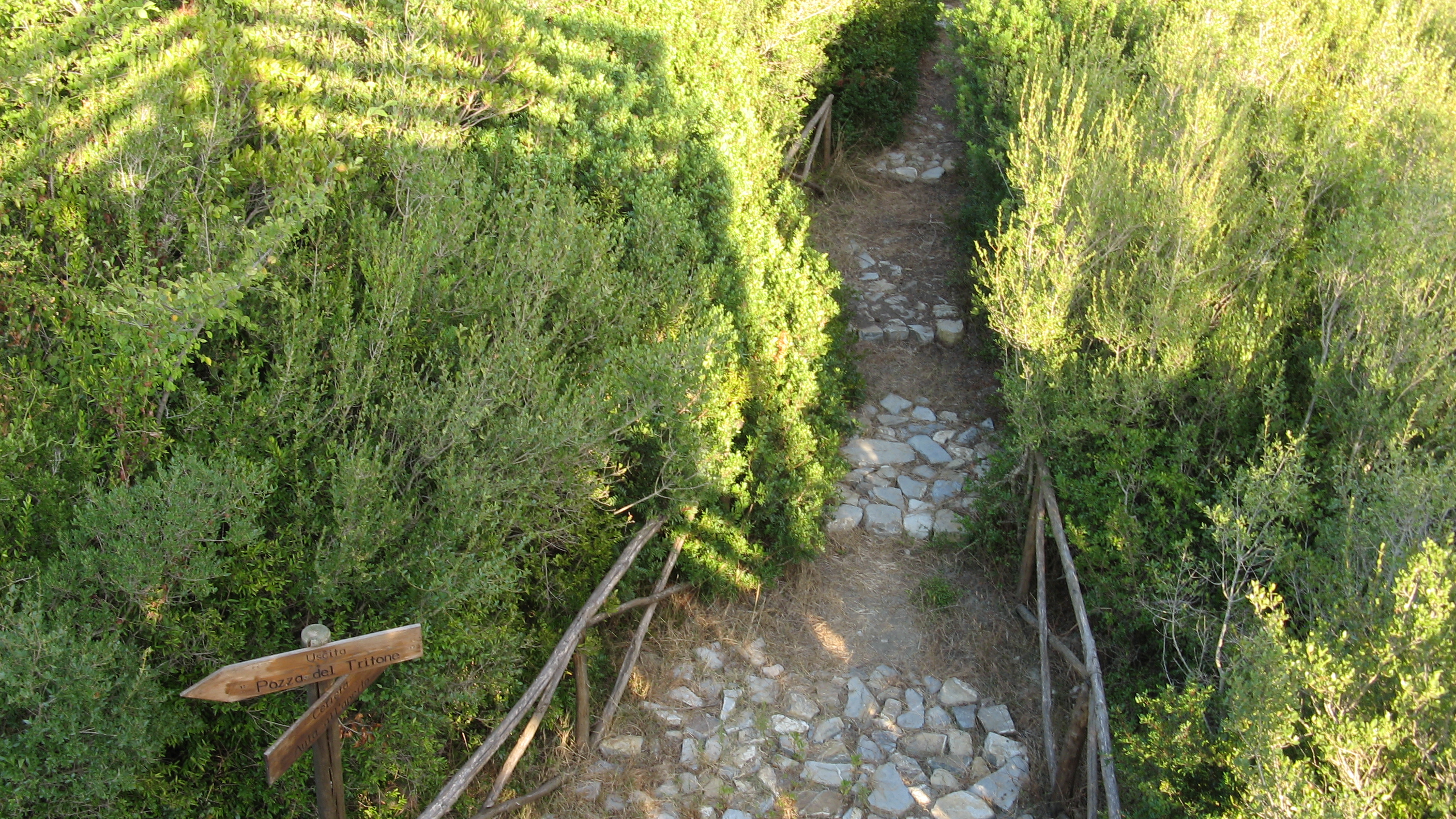
Sentiero

Dopo secoli di deforestazione, operata da contadini e pastori, il residuo polmone verde di Albanella è stata salvato grazie all'istituzione nel 1995 dell'Oasi naturalistica "Bosco Camerine" gestita dal settembre 1999 al 2015 dal WWF in convenzione con il comune di Albanella.
L'Oasi, inserita tra le aree contigue del Parco Nazionale del Cilento e Vallo di Diano, protegge 111 ettari di bosco che si sviluppano lungo il fianco scosceso di una collina per un'altezza sul livello del mare compresa tra i 130 e i 390 metri.

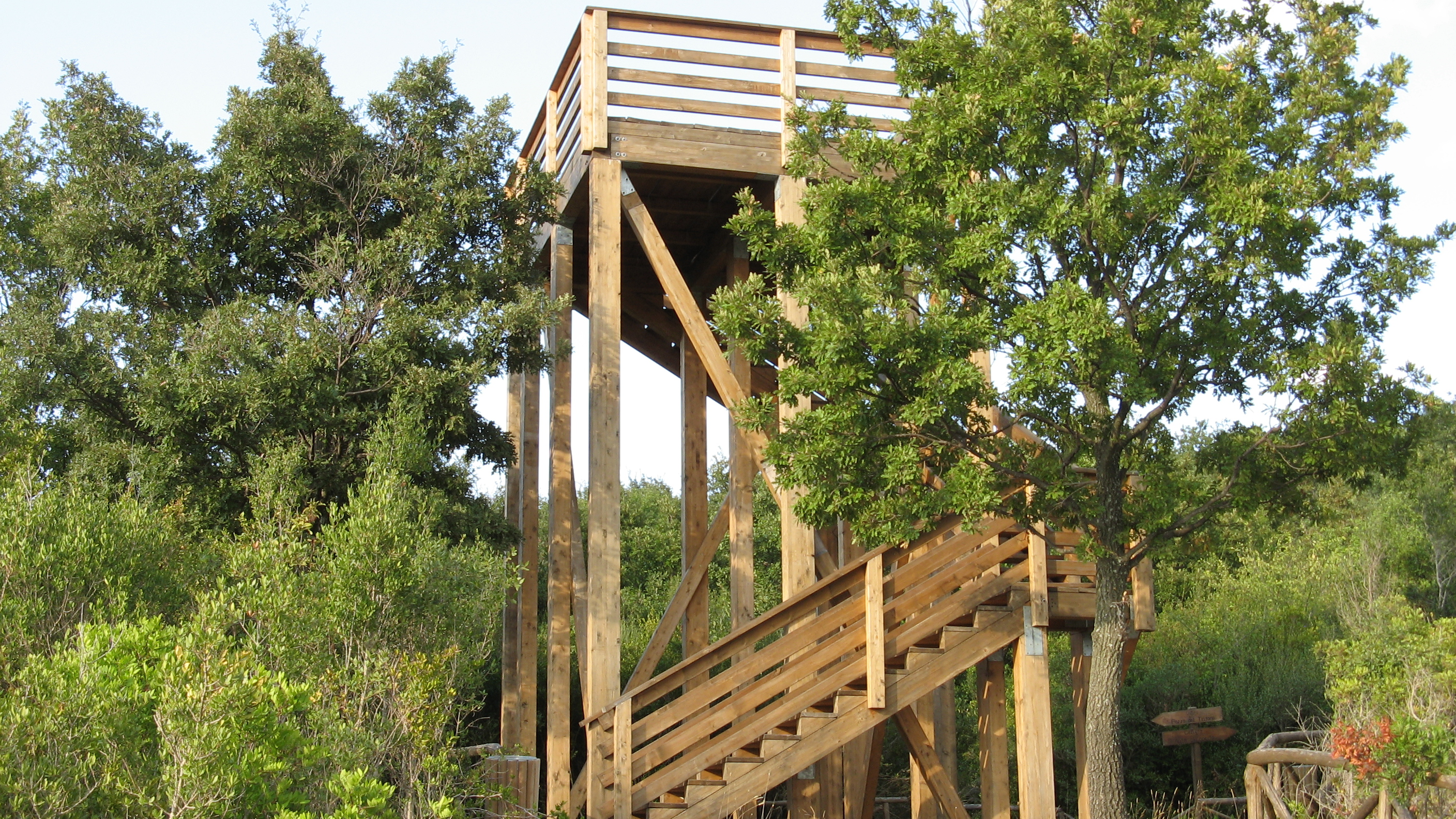
Torre panoramica

L'Oasi è aperta tutto l'anno e sia nel centro storico di Albanella che all'ingresso dell'area protetta sono presenti dei Centri visita. Per gli appassionati vi sono diversi sentieri che attraversano il bosco, arricchiti da pannelli illustrativi sulla fauna e sulla flora residente.
Nei pressi dell'ingresso "ovest" la Comunità Montana ha realizzato una torre di avvistamento in legno, aperta a tutti, che permette di avere una splendida visuale su tutta l'area protetta.
All'interno dell'area protetta trovano rifugio diverse specie di animali selvatici tra cui la volpe, il tasso, la donnola, la faina, la biscia dal collare, il tritone meridionale e tra gli uccelli il cardellino, il cuculo, la ghiandaia ed il verzellino.

## Voci correlate

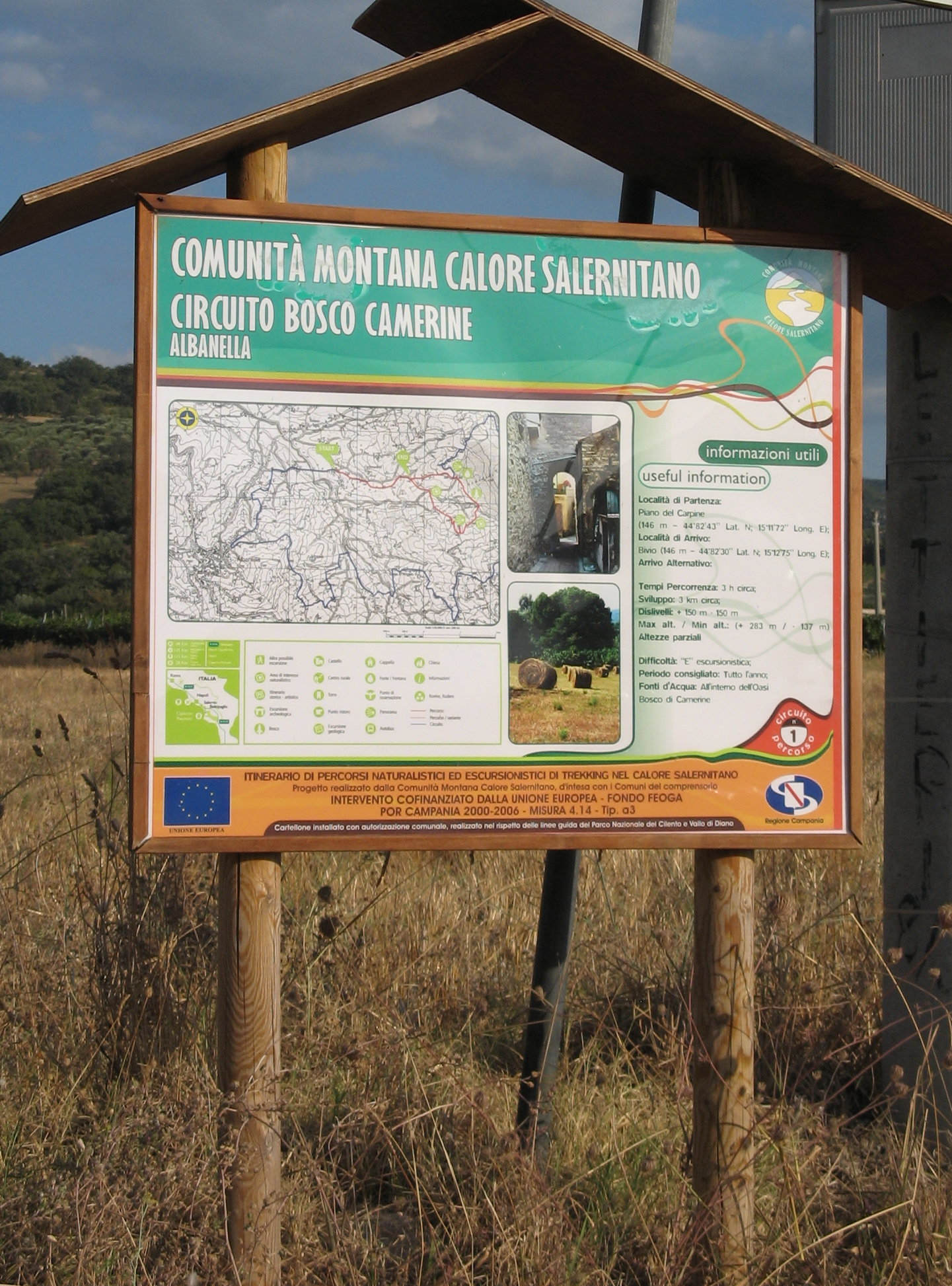
Pannello informativo